# Suigu
Suigu är en ort i Estland. Den ligger i Are kommun och landskapet Pärnumaa, i den sydvästra delen av landet, 100 km söder om huvudstaden Tallinn. Suigu ligger 23 meter över havet och antalet invånare är 295.
Terrängen runt Suigu är mycket platt. Runt Suigu är det glesbefolkat, med 9 invånare per kvadratkilometer. Närmaste större samhälle är Pärnu, 19,6 km sydväst om Suigu. I omgivningarna runt Suigu växer i huvudsak blandskog.